# Тумба (Велушина)
Тумба, известна като Велушката тумба (на македонска литературна норма: Велушка Тумба), е праисторическа селищна могила, важен археологически обект край битолското село Велушина, Северна Македония. Принадлежи и заедно с Тумба (Породин) дава името на Велушко-Породинската археологическа култура от Новокаменната епоха (неолита). Селищната могила е обитавана през първата половина на VI хилядолетие пр. н. е.

## Местоположение
Намира се в непосредствена близост до село Породин, на 400 m от южната му страна и на около 2 km източно от село Велушина. Могилата обаче е в землището на село Велушина и затова носи името Велушка.
Теренът наоколо е заравнен и е разоположен в югозападната част на Пелагонийското поле. В близост до обекта тече Велушката река, която се спуска от планината Баба към равнината и служи като основен водоизточник, както днес, така и през неолита. Геоложките проучвания около могилата показват наличието на водни повърхности, така че може да се приеме, че неолитното селище е било разположено непосредствено до мочурище или вода. Такава природна среда показва отлични условия за земеделие около археологическия обект, които съществуват и до днес. Така неолитното селище е могло да функционира необезпокоявано дълго време, което се потвърждава от самата височина на могилата, която е около 4 m.

## Характеристики
Тумба изкуствена селищна могила, която прилича на пресечен конус с елипсовидна основа, разположена в посока изток – запад. Могилата е с размер 250 m дължина, 150 m ширина и височина от 0,70 до 5 m. Заради постоянните земеделски дейности в района, които нанасят щети на най-горния слой на могилата, и заради научния интерес към нея, в 1971 година са направени защитни археологически разкопки, които след това, с кратки прекъсвания до 1984 година, продължават систематично. С тези разкопки, главно проведени в средището на тумбата, е констатиран културен слой от 4 m, пълен с останки от следи на живот, разпределени на четири пласта, свързани хронологически и културно и разделени един от друг с тънки слоеве насипна земя. В тези пластове са открити останки от руини (кирпич) и подове от къщи с правоъгълни основи, изградени от материали и по начин, характерен за неолитните жилища, с разликата, че във Велушката тумба има масивен дървен градеж. Подовете в последните два хоризонта са от набита глина, а първите имали дървена субструкция. Въз основа на движимите находки и по-точно на типологиеските характеристики на керамиката (облик, орнаментика и украса), а също и на окултната пластика, в хронологически смисъл могилата е датирана към Ранния неолит. Стратиграфски най-старият пласт (IV) – Велушка тумба V е от края на Ранния неолит, пласт III – Велушка тумба II е преходна фаза, а пластовете II и I, отнасящи се към Велушка тумба III-IV, са от Средния неолит. Във Велушка тумба I грубата керамика е украсявана с барботинови лепенки и със следи от пръсти, а фината с орнаменти от бяла боя (точки, триъгълници, полумесеци, „сигми“ и стрелки) върху блестяща червена боя. От култовите предмети се срещат стилизирани женски статуетки и отворени жертвеници на четири крачета с апликации във вид на еленска глава. Във Велушка тумба II грубата керамика продължава да е със същия вид и орнаменти, но се появяват организираният барботин и украсяване с импресо-техника. Незначителни са промените и при фината керамика – между старите орнаменти с бяла боя се срещат дъгообразни ленти, стълбищно разположени ленти и неопределени геометрични мотиви. Антропоморфната пластика също така продължава да се среща, особено отворените жертвеници с вид на къща с покрив на две води, както и тези с животински апликации. Велушка тумба III и IV, като среднонеолитни, имат почти същите характеристики, като в керамиката така и в култовата пластика, с тая разлика, че орнаментите в така наречения организиран барботин доминират, а при изписаната керамика доминират триъгълниците и неясните геометрични мотиви, докато сигмата и орнаментът с вид на буквата З постепенно исчезват. Сред култовата пластика, като замяна на отворените жертвеници се появяват жертвениците – модели на къща с покрив на две води и антропоморфен цилиндър. Находките от тези два хоризонта са напълно идентични с тези от Породинската тумба на около 1 km от Породин. На основа на резултатите от това селище е предложена нова хронология на неолита в Пелагония.
През 70-те години на ΧΧ век в лабораторията на Тексаския университет са направени три радиовъглеродни анализа на проби от Велушка ξумба, като резултатите сочат времеви интервал между 6000 и 5600 г. пр. н. е. Калибрирането на тези дати показва хронологичен връх, който определя периода на произход на пробите около 5800 години пр. н. е.
В 2013 година има малки резкопки на горните слоеве. В 2017 година започва нова мултидисциплинарна кампания за проучване на Велушка тумба. При няколкогодишната кампания е получена информация за организацията на селището - потвърдено е линейно разположение на сградите в посока североизток-югозапад. Геоложките анализи показват съществуването на пясък, върху който е създадена могилата, и който присъства и на останалите могили в Пелагония. Южно от селището са открити археологически обекти, покрити с пясък, което говори за тяхното наводняване и евентуално съществуване на друго находище до Тумба или нейни по-ранни фази, когато е имала хоризонтално разпространение. Проучванията наоколо водят до заключение, че в околността съществуват могили от неолита, енеолита и бронзовата епоха и също потвърждават някогашното съществуване на вода на голяма площ. Археоботаническите анализи сочат също съществуването на блато в близост до мястото, косвено указано от присъствието на острица, като тези анализи потвърждават и диетата на жителите, базирана главно на зърнени култури (пшеница, ечемик и диво просо), леща, грах , ягоди , лешници, бозел.
В 2019 година започва ревизия на стратиграфията и изкопаване на контролна сонда в рамките на вече съществуващата сонда от 70-те години на XX век. Това е направено с цел да се види развитието на селището, неговите стратиграфски особености, промените в материалната култура, но и да се вземат проби за радиовъглероден, геоложки и химичен анализ. Профилът от 3,83 m потвърждава наличието на 31 слоя, в които са открити 12 обекта, градени един върху друг. Тези сгради са изградени от под, обикновено направен от хоросан (бяла глина, смесена с натрошен варовик) и стени от печена и непечена глина, а в някои от тях са открити печки и голяма концентрация на каменни мелници. Всички тези сгради и слоеве се отнасят към неолита без големи промени в материалната култура, което отново говори за продължително развитие на селището през първата половина на VI хилядолетие пр.н.е. Взети са и много проби от контролната сонда до западния профил и изпратени за радиовъглероден анализ в Бристолския университет.